# Тобіас Іде
Тобіас Іде (нім. Tobias Ide, нар. 1980, Німеччина) — відомий німецький стронгмен, переможець змагання Найсильніша Людина Німеччини 2008.

## Життєпис
Тренуватися Тобіас почав у 1995 році. У 2006 році він вперше взяв участь у змаганні Найсильніша Людина Німеччини. В загальному скутку він посів сьоме місце. Рік по тому він вже буде четвертим а у 2008 році вперше виграє національне змагання. Того ж року за правилами змагання він у разі перемоги (що він і зроби) має право проходити відбірковий тур до участі у змаганні за звання Найсильнішої Людини Світу. Однак Іде не впорався з відбірковим туром і закінчив виступи у змаганні. У 2009 він впритул наблизився до завоювання другого титулу Найсильнішої Людини Німеччини однак в загальному підсумку він посів друге місце після Флоріана Трімпла. 